# Audi Q4 e-tron
L'Audi Q4 e-tron è un'autovettura elettrica prodotta a partire dal 2021 dalla casa automobilistica tedesca Audi.

## Premessa e contesto

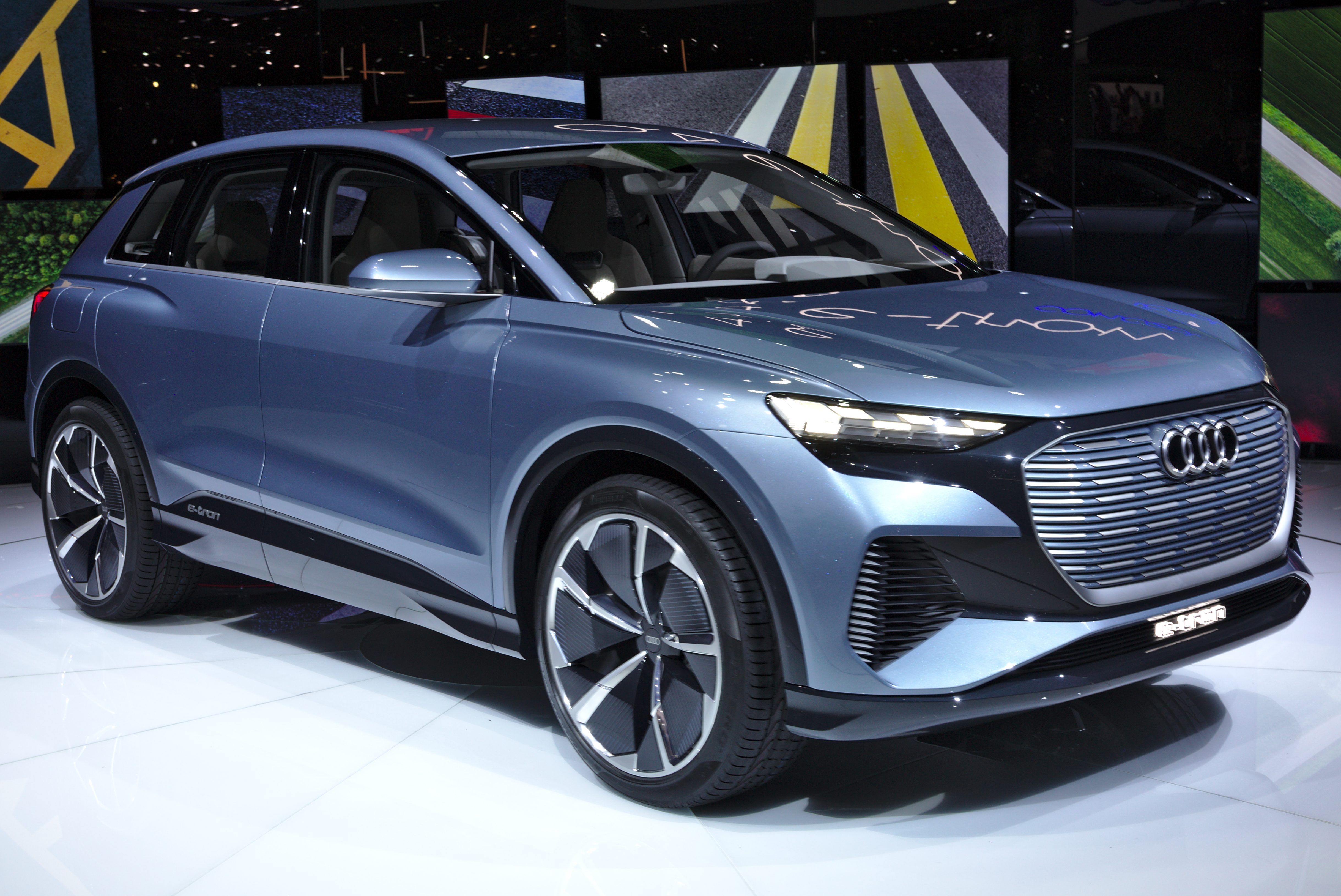
Q4 e-tron concept

L'Audi Q4 e-tron è stata anticipata dalla concept car Audi Q4 e-tron Concept presentata il 7 marzo 2019 al Salone di Ginevra.
La concept era un SUV dotato di due motori elettrici, il primo posizionato sull'asse posteriore da 150 kW e 310 Nm di coppia e il secondo montato sull'asse anteriore da 75 kW e 150 Nm, per una potenza totale di 225 kW (306 CV). La versione coupé della Q4 è stata anch'essa anticipata da una concept car chiamata Audi Q4 Sportback e-tron Concept, presentata attraverso un evento on line il 7 luglio 2020.

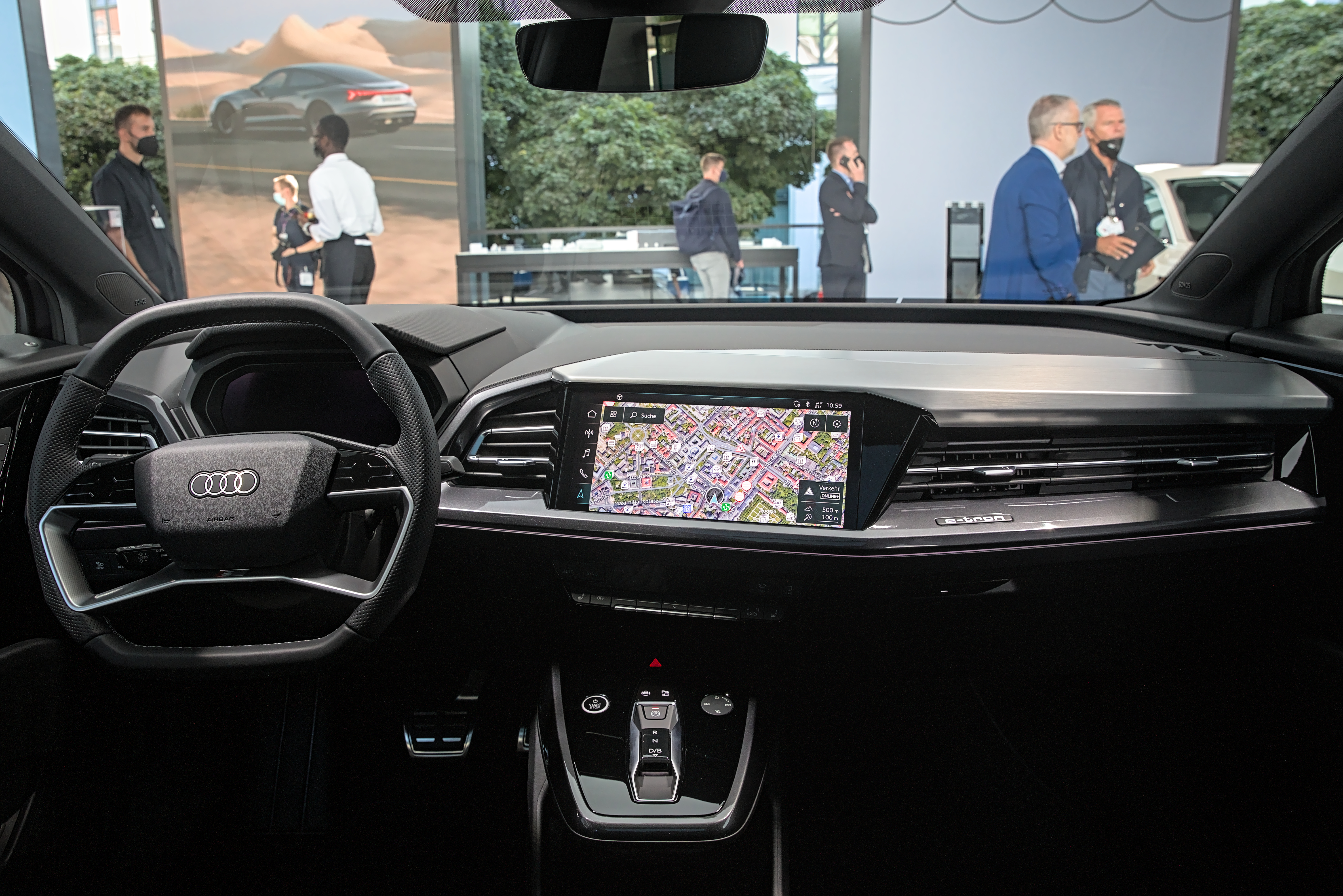
Vista del posto guida

## Descrizione

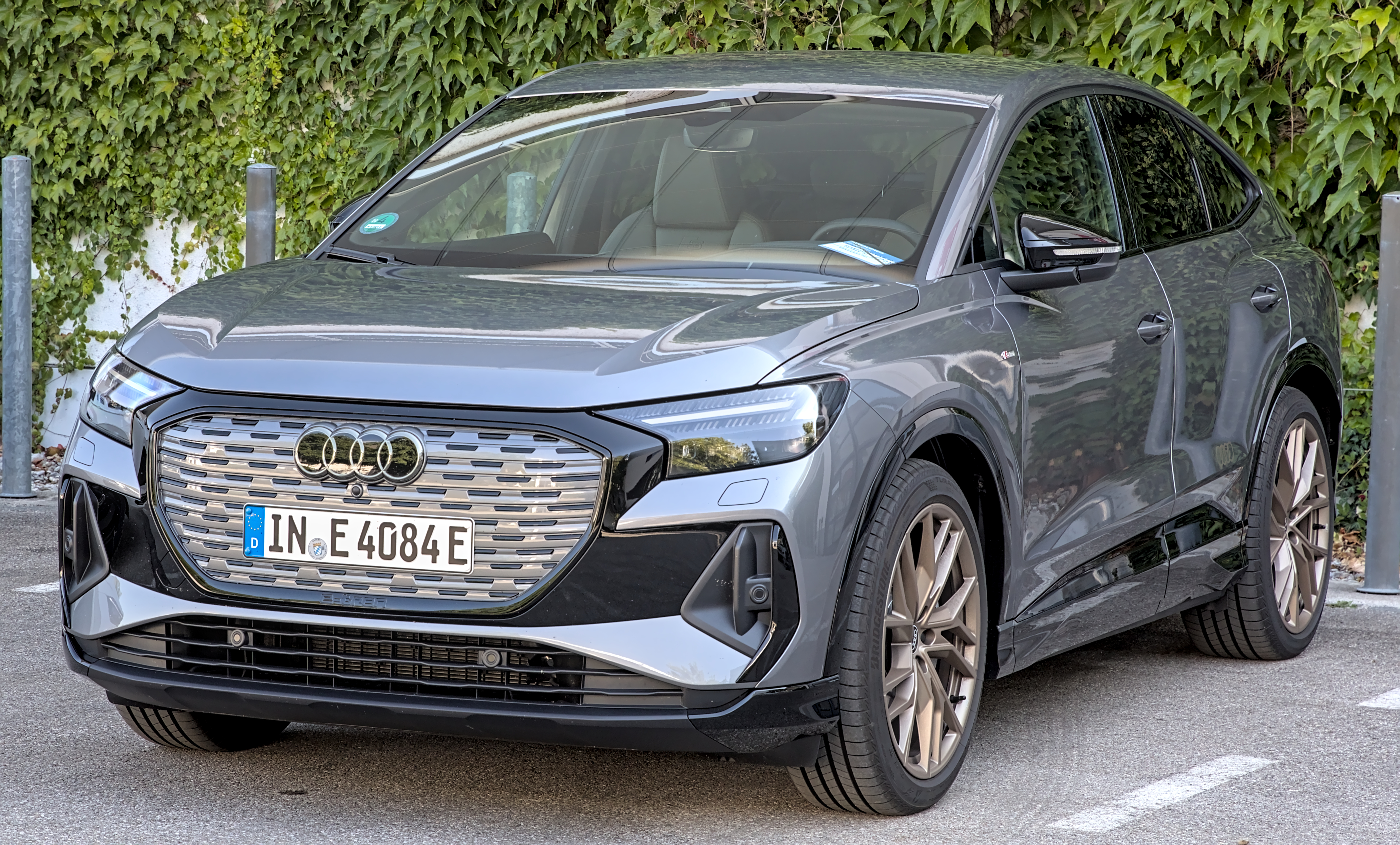
Audi Q4 Sportback e-tron

Un mese prima della presentazione il 9 marzo 2021, sono apparse in rete le prime immagini del cruscotto della Q4. La produzione è partita il 23 marzo nello stabilimento tedesco di Zwickau. L'Audi Q4 e-tron in veste definitiva è stata presentata il 14 aprile 2021 attraverso un evento on line.
La Q4 e-tron viene costruita sulla piattaforma elettrica modulare MEB del gruppo Volkswagen. La Q4 e-Tron è un SUV di medie dimensioni, con una lunghezza di 4,59 m, disponibile in due varianti di carrozzeria entrambe a 5 porte, una classica a due volumi e una fastback a 3 volumi.
Al lancio è disponibile con una batteria che ha una capacità di 82 kWh e consente un'autonomia di 450 km secondo il ciclo WLTP ed è posizionata tra i due assi sotto il pavimento dell'abitacolo, con una distribuzione delle masse 50/50 e dal peso complessivo di 510 kg.
Nello stesso evento di aprile è stata annunciata anche la versione con tetto in stile fastback chiamata Sportback, che presenta un'altezza leggermente inferiore, con un padiglione arcuato che termina con un terzo volume. La vettura ha poi esordito ufficialmente in pubblico ad inizio settembre 2021.